# Under the Dome (muziekgroep)
Under The Dome is een muziekgroep uit het Verenigd Koninkrijk, die albums uitgeeft/uitgaf sinds 1997. Under the Dome speelt elektronische muziek dicht tegen de Berlijnse School aan. Er kan een vergelijking gemaakt worden met Tangerine Dream uit hun beginperiode. De band bestaat/bestond uit twee leden Colin Anderson en Grand Middleton. De band stond op het punt van doorbreken eind jaren 90, maar het is er nooit van gekomen. De elektronische muziek, ook die van de Berlijnse School, bevindt zich in de marge van de popmuziek. Een aantal albums is verschenen bij een platenlabel, latere albums zijn alleen downloads, doch soms bij gespecialiseerde bedrijven als Cd-r te bestellen.
De naam van de groep heeft niets te maken met het boek van Stephen King Under the Dome (Gevangen) uit 2009.

## Discografie
- The Heavens (1997)
- The Earth (1997)
- The Demon Haunted World (1998)
- Bellerophon (2002)
- Dome Roots Collection (2003)
- Wot No Colin? (2003)
- Over the Pond (2004)
- Colin Woz 'Ere (2005)
- Live@HJ7 (2008)